# Paisas de Medellín
Paisas de Medellín es un club de baloncesto colombiano de la ciudad de Medellín, Antioquia. Participa en la Liga Profesional de Baloncesto de Colombia con sede para los partidos de local en el Coliseo Iván de Bedout.
El equipo fue creado el 28 de agosto de 2024, previo a su debut en la temporada 2024-II, tomando la ficha que tenía Tigrillos de Medellín.
En noviembre de 2024 fue invitado, junto a Toros del Valle, para representar a Colombia en la Basketball Champions League Americas.
En la temporada 2025-I se coronó campeón por primera vez luego de vencer en tres partidos a Caimanes del Llano, bajo la dirección técnica del venezolano-alemán Daniel Seloane.

## Palmarés

### Torneos nacionales
- Liga Profesional de Baloncesto (1): 2025-I